# Тастобинський сільський округ
Тастоби́нський сільський округ (каз. Тастөбе ауылдық округі, рос. Тастобинский сельский округ) — адміністративна одиниця у складі Каратальського району Жетисуської області Казахстану. Адміністративний центр — село Тастобе.
Населення — 1090 осіб (2021; 1093 у 2009, 1124 у 1999, 1570 у 1989).
Станом на 1989 рік існувала Тастобинська сільська рада (села Берлік, Бесагаш, Кумарал, Молочний комплекс, Тастобе).

## Склад
До складу округу входять такі населені пункти:
| Населений пункт         | Населення, осіб (1989) | Населення, осіб (1999) | Населення, осіб (2009) | Населення, осіб (2021) |
| ----------------------- | ---------------------- | ---------------------- | ---------------------- | ---------------------- |
| Бесагаш, село           | 114                    | 86                     | 103                    | 123                    |
| Бірлік, село            | 107                    | 54                     | 73                     | 142                    |
| Кумарал, село           | 51                     | -                      | -                      | -                      |
| Молочний комплекс, село | 252                    | -                      | -                      | -                      |
| Тастобе, село           | 1046                   | 984                    | 917                    | 825                    |